# Eimear Lambe
Eimear Lambe (Cabra, 11 de agosto de 1997) es una deportista irlandesa que compite en remo.
Participó en los Juegos Olímpicos de Tokio 2020, obteniendo una medalla de bronce en la prueba de cuatro sin timonel. Ganó tres medallas en el Campeonato Europeo de Remo entre los años 2020 y 2022.

## Palmarés internacional
| Juegos Olímpicos   | Juegos Olímpicos  | Juegos Olímpicos  | Juegos Olímpicos   |
| Año                | Lugar             | Medalla           | Prueba             |
| ------------------ | ----------------- | ----------------- | ------------------ |
| 2020               | Tokio (Japón)     | Medalla de bronce | Cuatro sin timonel |
| Campeonato Europeo |                   |                   |                    |
| Año                | Lugar             | Medalla           | Prueba             |
| 2020               | Poznań (Polonia)  | Medalla de bronce | Cuatro sin timonel |
| 2021               | Varese (Italia)   | Medalla de plata  | Cuatro sin timonel |
| 2022               | Múnich (Alemania) | Medalla de plata  | Cuatro sin timonel |